# Adamov (Boêmia do Sul)
Adamov é uma comuna checa localizada na região da Boêmia do Sul, distrito de České Budějovice.